# Oecetis nocturna
Oecetis nocturna là một loài Trichoptera trong họ Leptoceridae. Chúng phân bố ở miền Tân bắc.